# Побочино (Омская область)
Побо́чино — село в Одесском районе Омской области, административный центр Побочинского сельского поселения.
Основано в 1906 году.
Население — 1096 чел. (2023)

## Физико-географическая характеристика
Село расположено в степной полосе Омской области, в пределах Ишимской равнины, являющейся частью Западно-Сибирской равнины. Высота центра над уровнем моря — 122 м. Перепады высот в границах села минимальны. Реки и крупные озёра отсутствуют. Со всех сторон село окружено полями. Почвенный покров представлен чернозёмами южными. Почвообразующими породами являются глины и суглинки.
Побочино расположено в 20 км к западу от районного центра села Одесское и в 96 км к югу от Омска.
Климат
Климат резко континентальный, со значительными перепадами температур зимой и летом (согласно классификации климатов Кёппена — Dfb). Многолетняя норма осадков — 365 мм. Наибольшее количество осадков выпадает в июле — 61 мм, наименьшее в марте — 13 мм. Среднегодовая температура положительная и составляет +1,6 °С, средняя температура самого холодного месяца января −17,1 °С, самого жаркого месяца июля +19,8 °С.
Часовой пояс
Одесское, как и вся Омская область, находится в часовой зоне МСК+3. Смещение применяемого времени относительно UTC составляет +6:00.

## История
Основано 30 апреля 1906 года. Первые поселенцы прибыли из колонии Побочное Саратовской губернии. Инициатива переселения в Сибирь принадлежала зажиточному крестьянину из колонии Побочная Петру Петровичу Киндесфатеру. Первые посланцы из колонии Побочная приехали в Сибирь летом 1905 года, чтобы выбрать место для поселения. Остановились они в селе Александровка, где им поблизости предлагалась земля. Но крестьянам не понравился предложенный участок, так как было много солончака, и они двинулись дальше на юг. Для переселения был выбран участок Тогыз-Бай (Тогузбай). Послав одного из группы домой с хорошей вестью, остальные остались зимовать в селе Александровка. Весной, в апреле, 15 семей, около 100 человек, основали село Побочное. Переселенцы получили надел из расчета 15 десятин на душу мужского пола (одна десятина равнялась 1,09 га). Кочевавшие на этом участке киргизы откочевали на юг, помогали переселенцам в первый год лошадьми, скотом.
В 1909 году открылся молельный дом (по другим данным в 1910 году). В 1911 году открылось начальное народное сельское училище Министерства народного просвещения. В 1926 году действовали начальная школа, сельсовет, кооперативная лавка. До всеобщей коллективизации жители села Побочино занимались не только земледелием и скотоводством, но и переработкой сельскохозяйственной продукции. Также катали валенки, изготовляли сельхозинвентарь, в селе имелись мельницы, магазины, мастерские.
В 1927 году организовано машинное товарищество «Трактор». В 1929 году первая группа сельчан (всего 13 человек) была лишена избирательных прав и впоследствии раскулачена и выселена из Побочино. 31 апреля 1931 года был закрыт молитвенный дом, имущество вывезено в Борисовскую администрацию (ныне Шербакульский район). В 1938 году немецкая школа была закрыта, преподавание в школе перевели на русский язык (изучение немецкого языка как родного возобновилось только в 1972 году).
В 1932 году образована Побочинская МТС, обслуживавшая на 1934 год 18 колхозов. В 1930 году образован колхоз имени Ленина. В 1937 году колхоз имени Ленина расформировали на 2 колхоза: имени Ленина и им. Тельмана. В 1944 году эти 2 колхоза объединились в один — имени Тельмана.
В апреле 1941 года в Побочино произошло большое наводнение. За короткое мгновение в 3 часа ночи огромная волна накрыла село, которая пришла из Казахстана в результате быстрого таяния весенних снегов. Третья часть жилого фонда села была размыта водой. Затопило 150 домов, осталось целых 18 домов.
В годы Великой Отечественной войны жители призывались в трудармии. Первая партия мужчин в количестве 125 человек была призвана 25 марта 1942 года и направлена в Казань, Воркуту, Краснотуринск. Потом было призвано ещё три партии, всего из села ушло на трудовой фронт 250 человек. Среди них более 30 девушек и женщин. Под Краснотуринском погибло около 90 % всех людей, так как там были созданы нечеловеческие условия. Люди жили в телячьих вагонах и палатках зимой.
В 1950 году местный колхоз был укрупнён: в него вошёл колхоз «Восход» (село Кравцевка) и переименован в колхоз имени Шверника. В 1957 году колхоз имени Шверника был объединён с колхозом «Новая жизнь» (сёла Харитоновка и Косяковка), объединённый колхоз получил название имени Чапаева, который 22 декабря 1992 года был преобразован в ЗАО «Побочино» закрытого типа.
В 1972 году построено новое здание средней школы, в 1991 году с помощью ФРГ построен сырзавод. В 1997 году открыт центр немецкой культуры.

## Население
Динамика численности населения по годам:
| 1909 | 1920 | 1926 | 1943 | 1968 | 1970 | 1979 | 1989 | 1991 | 2000 | 2005 |
| ---- | ---- | ---- | ---- | ---- | ---- | ---- | ---- | ---- | ---- | ---- |
| 590  | 1369 | 1510 | 428  | 1282 | 1321 | 1373 | 1419 | 1457 | 1389 | 1113 |

| 1926  | 2010  | 2011  | 2012  | 2013  | 2014  | 2015  |
| ----- | ----- | ----- | ----- | ----- | ----- | ----- |
| 1510  | ↘1089 | →1089 | ↘1081 | ↗1112 | ↘1108 | ↘1096 |
| 2016  | 2017  | 2018  | 2019  | 2020  | 2021  | 2023  |
| ↘1089 | ↗1101 | ↘1086 | ↗1087 | ↘1071 | ↗1079 | ↗1096 |

В 1990-е отмечается массовая эмиграция немецкого населения в ФРГ. Доля немцев в населении села сократилась с более 90 % в 1991 году до менее 20 в 2005.

## Экономика
Село работает ООО «Побочино», которое производит продукты питания и корма. Компания была основана на основе колхоза «Чапаево», и преобразовано в ООО в 1992 году.